# Kleiber (Art)

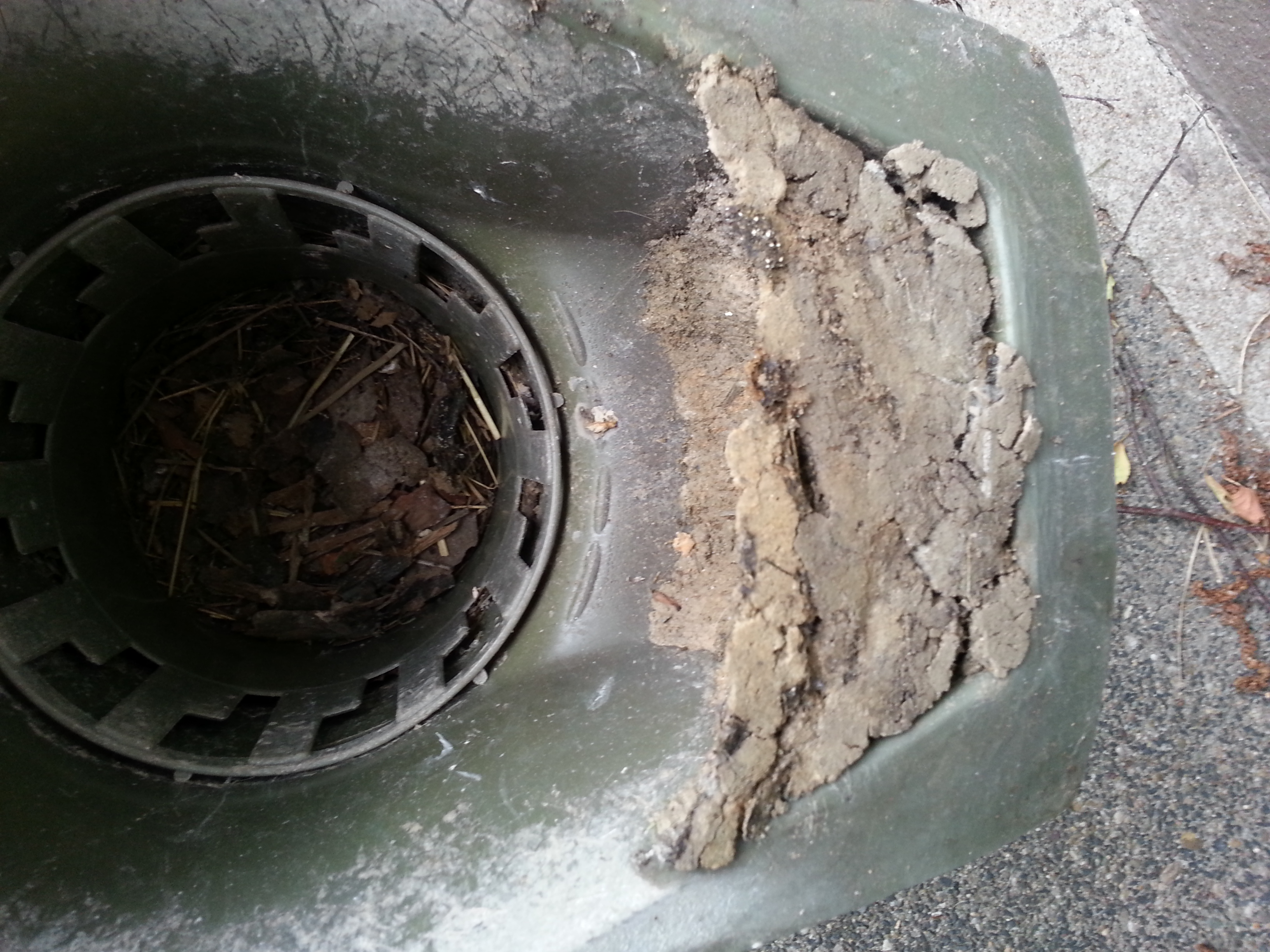
Nistkasten mit Lehmverklebung eines Kleibers – Foto nach erfolgreicher Brut aufgenommen

Der Kleiber (Sitta europaea), auch Spechtmeise, ist eine Vogelart aus der Familie der Kleiber.

## Name

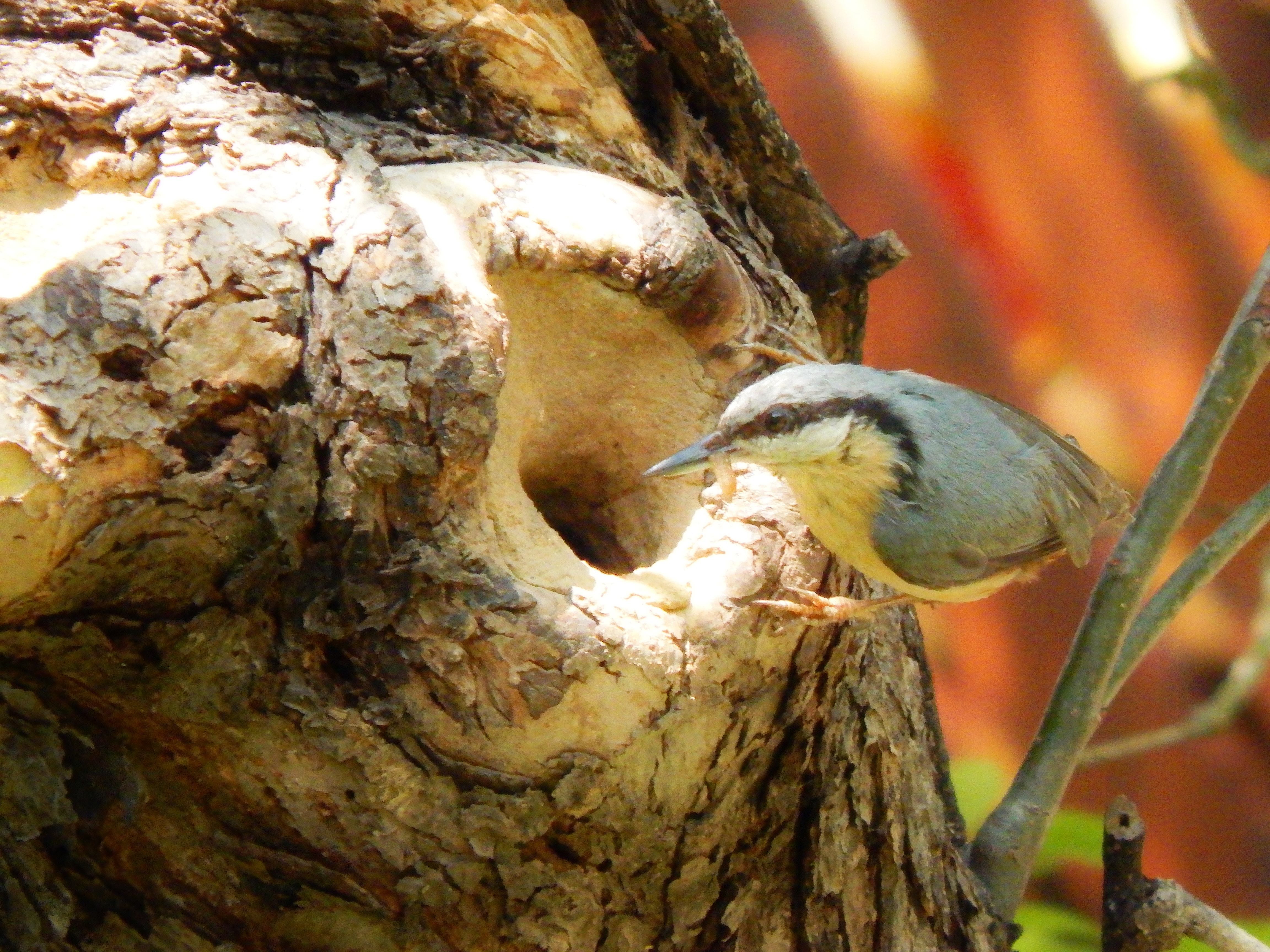
Ein Kleiber hat gerade die Bruthöhle, deren Eingang mit Lehm verkleinert wurde, verlassen

Der Name bezieht sich darauf, dass der Kleiber den Eingang von Bruthöhlen anderer Vögel, zum Beispiel die von Spechten, mit Lehm verklebt, um sie selbst zu nutzen. Der Begriff „Kleiber“ stammt aus dem Mittelhochdeutschen (von kleiben „fest heften, befestigen, schmieren, verstreichen, kleben“) und bezeichnete Handwerker, die Lehmwände erstellten. Um die Höhle vor dem Zugriff von Mardern oder Krähen zu schützen, „mauern“ die Kleiber den Eingang zu ihren Bruthöhlen mit einer Mischung aus Lehm und Speichel so weit zu, dass sie gerade durchpassen. Der Kleiber wird auch „Spechtmeise“ genannt, da seine Lebensweise und sein Aussehen an beide Vögel – Spechte und Meisen – erinnert.

## Merkmale

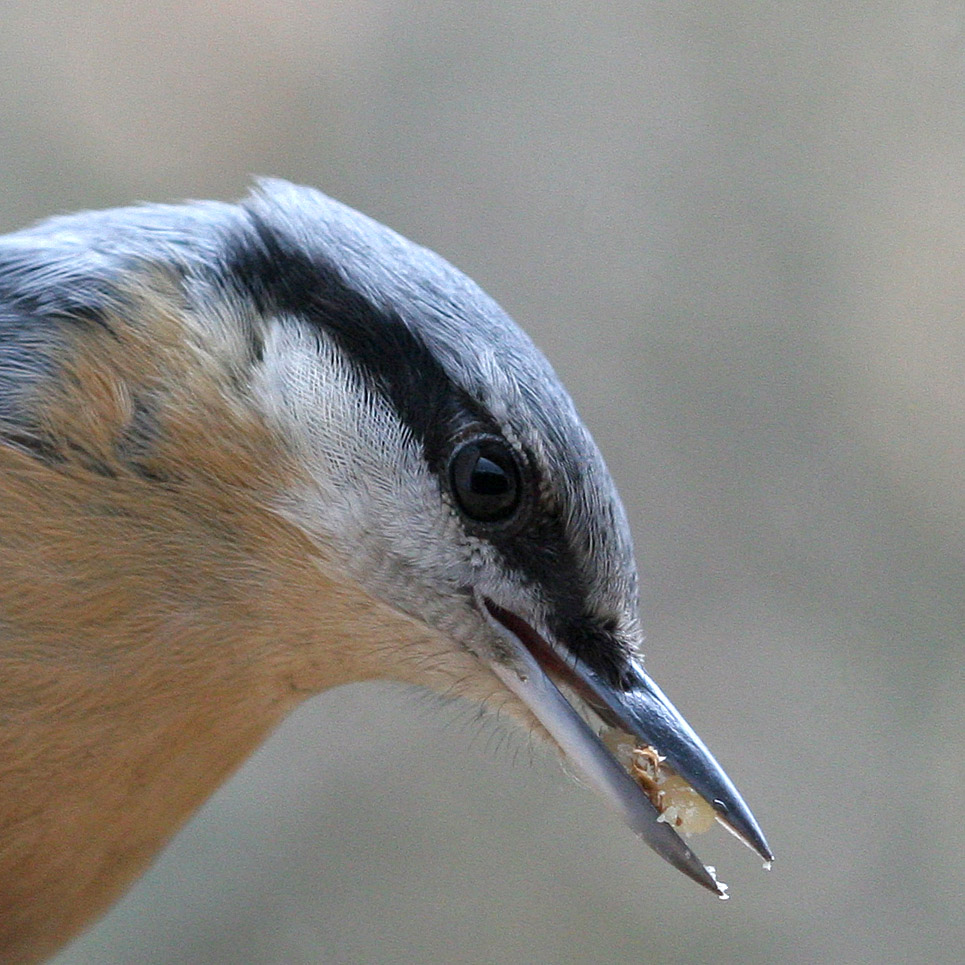
Detailaufnahme des Kopfes

Der Kleiber erreicht eine Körperlänge von 12 bis 14,5 Zentimetern. Der Körper ist gedrungen mit großem Kopf, sehr kurzem Hals und kurzem Schwanz. Der Schnabel ist lang, spitz und grau gefärbt. Die Oberseite des Gefieders ist blaugrau und die Unterseite je nach Unterart weiß bis ockerfarbig oder rostrot gefärbt. Auf den immer rotbraun gefärbten Oberschwanzdecken sind große, weiße Flecken. Der Kleiber hat einen schwarzen Augenstreifen. Die Wangen und die Kehle sind weiß. Die Iris ist schwarz und die Beine sind orangegelb.

## Stimme
Der Kleiber ist sehr ruffreudig und laut, daher ist er meistens zuerst an seiner Stimme zu bemerken. Er hat ein umfangreiches Repertoire. Bei der Nahrungssuche ruft er einen scharf und spitz, etwa wie „zit“ klingenden Kontaktruf. Bei Erregung ruft er den kräftigen, lauten und etwa wie „twett“ klingenden Warnruf. Dieser wird oft in schnellen, kurzen Folgen mit kurzen Pausen zwischen mehreren Folgen gerufen.
Der Gesang besteht aus mehreren, lauten Strophen unterschiedlichen Typs, die von einer erhöhten Sitzwarte aus vorgetragen werden. Meist sind es langsame Folgen gleicher Pfeiftöne, die etwas an- oder absteigen können, etwa wie „wuih wuih wuih wuih…“ oder „wiiü wiiü wiiü wiiü“. Manche Varianten der Strophen können auch schnell, klar und trillernd, etwa wie „wiwiwiwiwiwi“, oder langsamer und rhythmischer gereiht, wie „djüdjüDJÜ djüdjüDJÜ“, klingen.

## Systematik

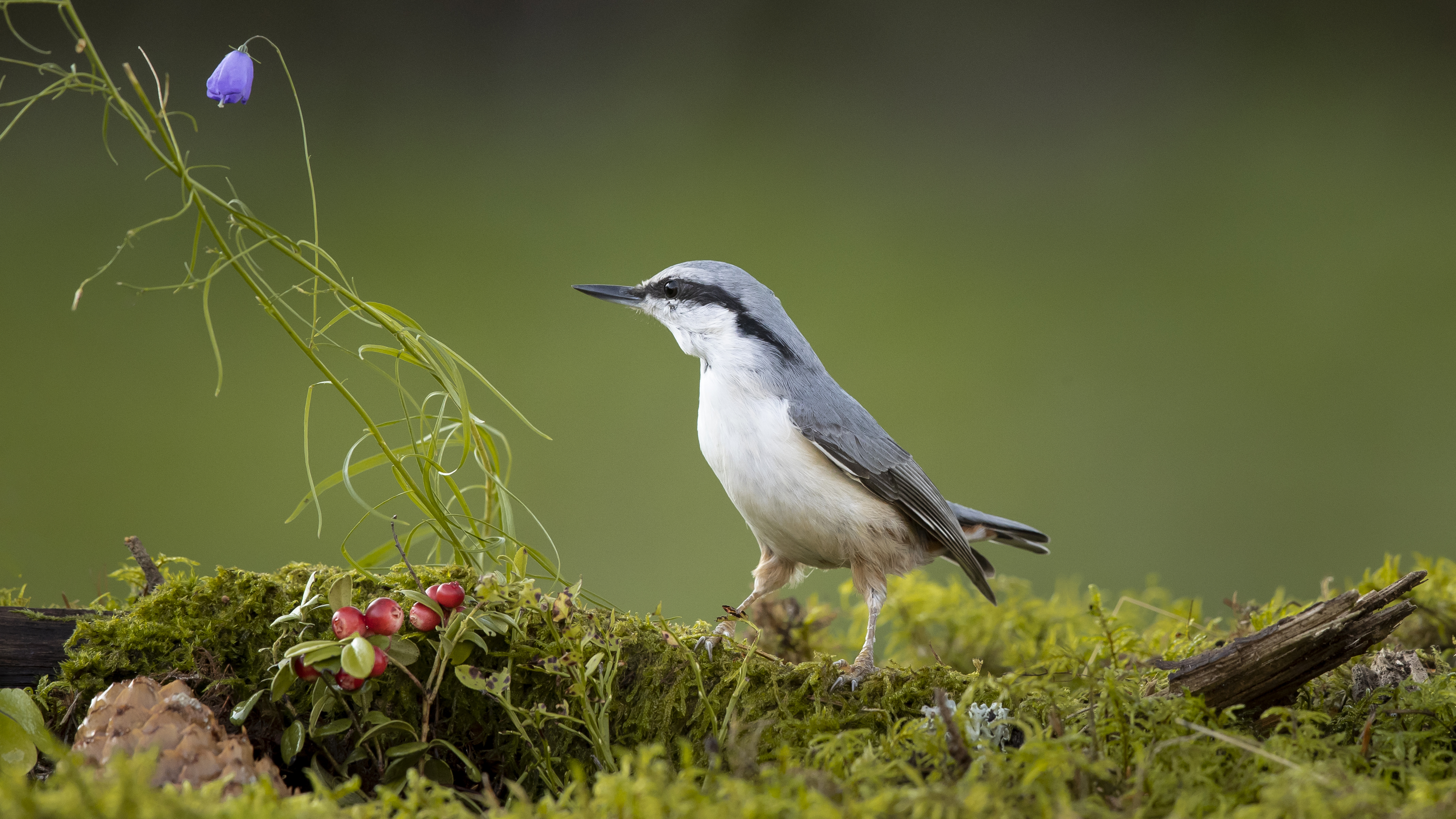
Die Nominatform Sitta europaea europaea

Der Kleiber kommt in Europa in drei Unterarten vor:
- S. e. europaea – die Nominatform kommt in Fennoskandinavien vor. Die Seiten des Rumpfes sind rostbeige, die Brust und die Bauchmitte sind weißlich, teilweise auch mit weißlicher Stirn.
- S. e. caesia – kommt in Mitteleuropa vor. Die Unterseite ist beige, Männchen haben intensiv rotbraune Flanken.
- S. e. asiatica – kommt im östlichen Russland und in Sibirien vor, tritt jedoch auch gelegentlich in Finnland auf. Die Unterseite ist weiß, die Oberseite heller blaugrau. An der Stirn und über dem Augenstreif ist etwas Weiß. Die Unterart ist kleiner, ihr Schnabel dünner.

## Verhalten
Der Kleiber ist ein Standvogel und so standorttreu, dass beringte Vögel fast ausschließlich in der näheren Umgebung ihres Beringungsorts wiedergefunden werden. Wiederfunde wie der eines Vogels in 163 km Entfernung sind eine Ausnahme.
Der Kleiber ist flink, lebhaft und klettert ruckartig und geschickt an Stämmen und Zweigen entlang. Im Gegensatz zum Baumläufer und zu Spechten kann er kopfüber klettern. Dabei setzt er einen Fuß vor und krallt sich mit dem anderen fest an die Rinde des Baums. Er „läuft“ also am Baumstamm, während Spechte und Baumläufer sich mit dem Schwanz abstützen und beide Füße gleichzeitig vorsetzen.

## Fortpflanzung

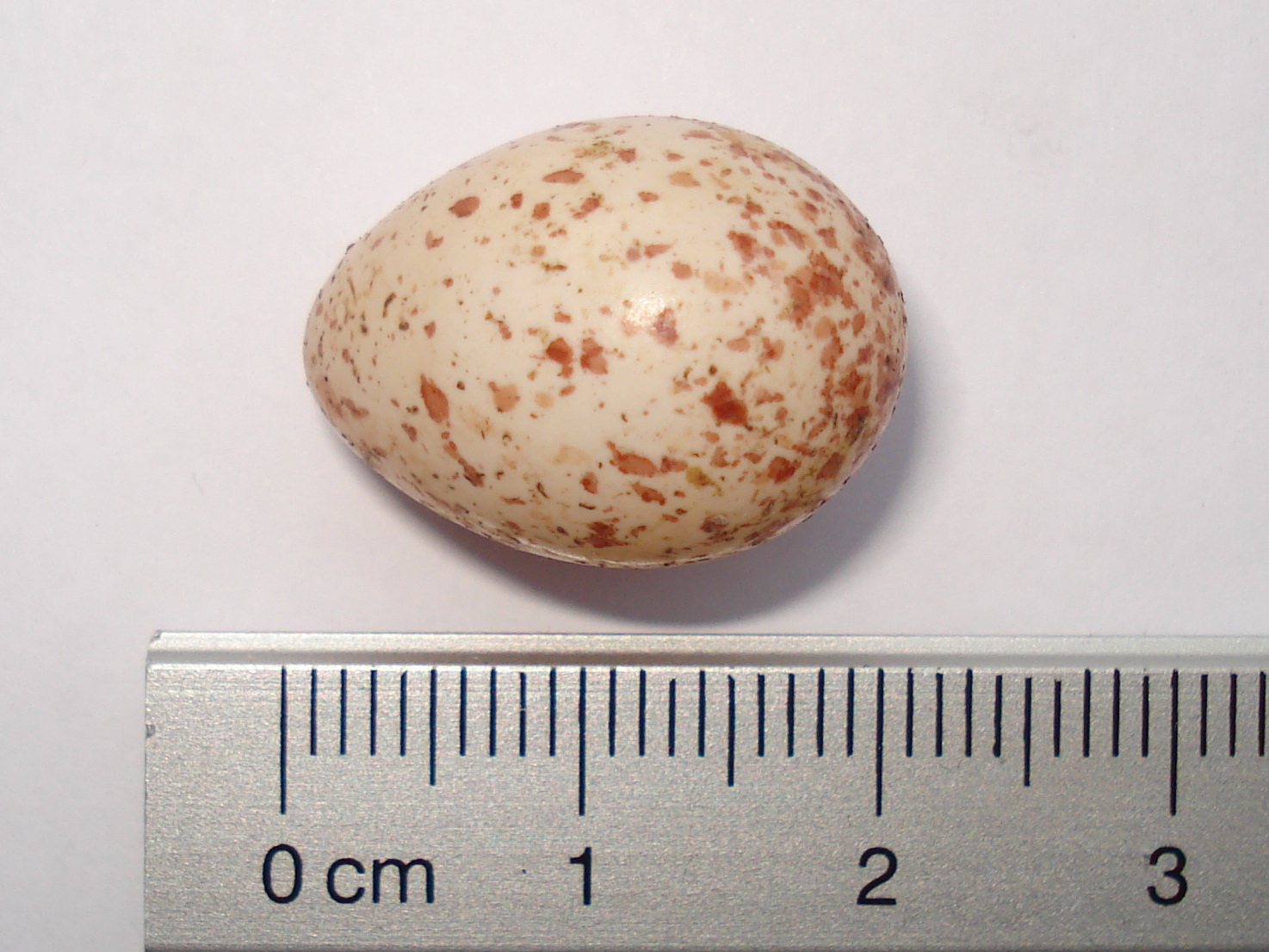
Ei eines Kleibers

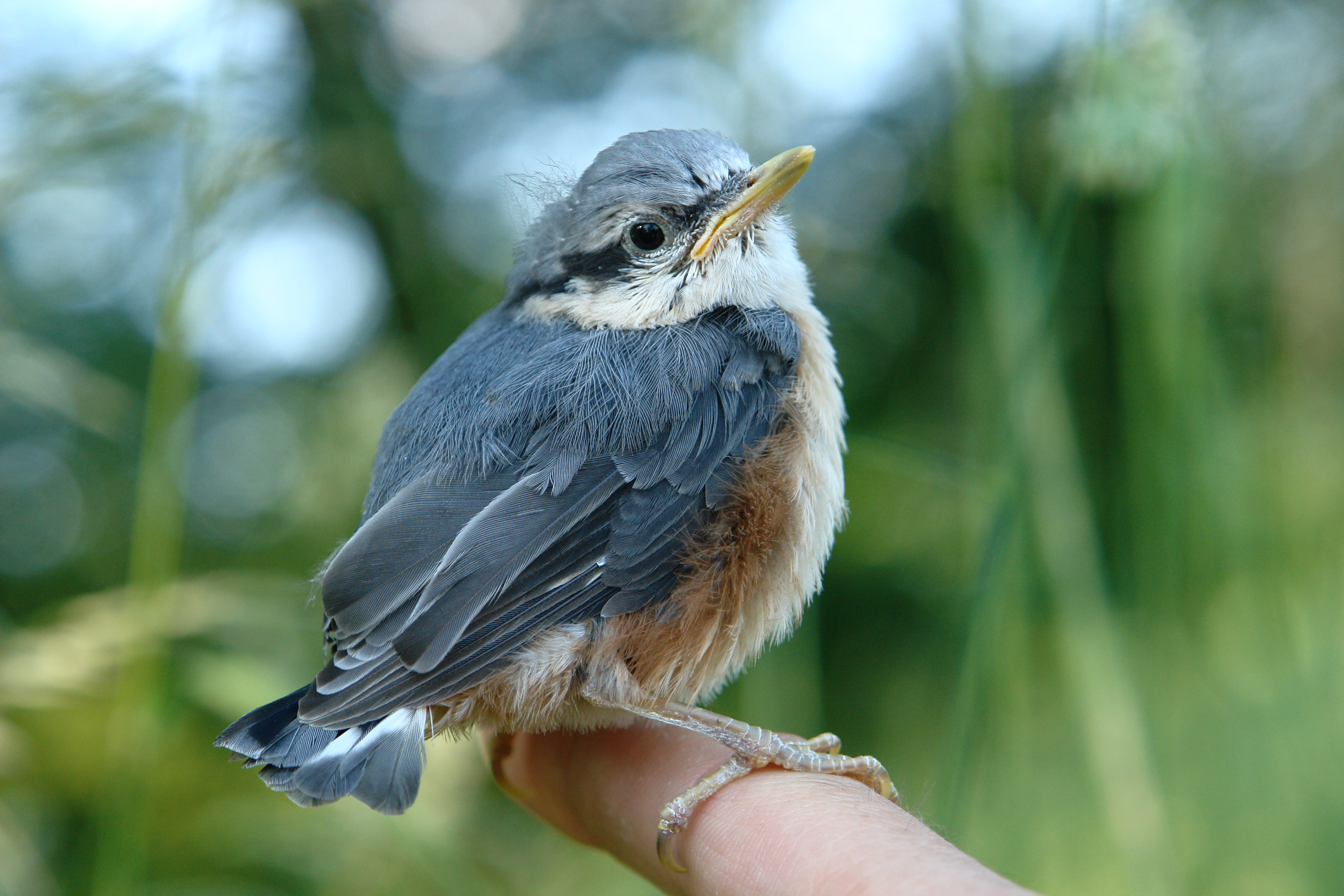
Jungvogel

Kleiber legen Bruthöhlen (Baumhöhlen, Nistkästen oder alte Spechtbauten) mit Rindenstückchen, Haaren, Gras und Federn aus. Sie legen fünf bis neun milchig weiße Eier mit rostroten Flecken, die sie im April bis Mai 14 bis 18 Tage bebrüten. Die Nestlinge werden etwa 24 Tage lang gefüttert.

## Verbreitung und Bestand

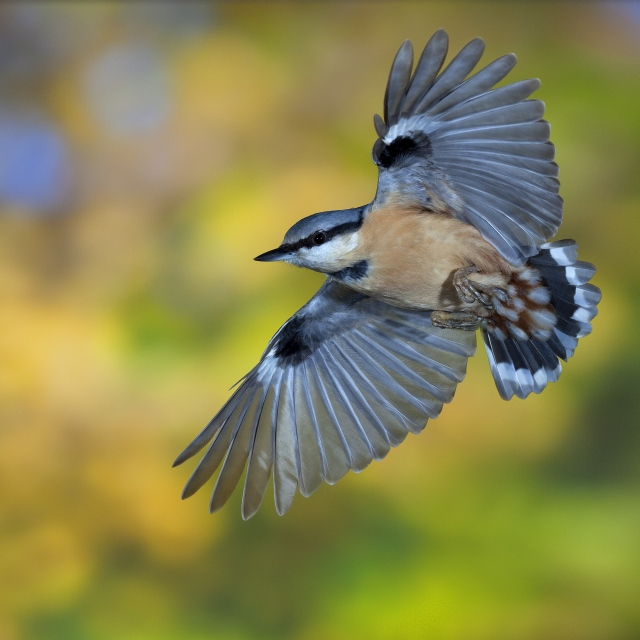
Kleiber, Männchen im Flug

Verbreitung des Kleibers:
Ganzjähriges Vorkommen

Der eurasische Kleiber kommt in Europa, Nordwest-Afrika und Asien (mit Ausnahme von Süd- und Südostasien), also von Großbritannien bis Japan, vor, wobei die kontinentaleuropäische Unterart größere Bäume in Laubmischwäldern, Parks und Gärten bewohnt. In Deutschland sind ungefähr acht Prozent des globalen Bestandes beheimatet, der Gesamtbestand wird von der IUCN auf etwa 10 Millionen Tiere geschätzt und gilt als „nicht gefährdet“. Im deutschsprachigen Raum wird die Anzahl der Brutpaare folgendermaßen beziffert: Österreich mit 300 000 bis 500 000 Brutpaaren, die Schweiz mit 70 000 bis 120 000 Brutpaaren und Deutschland mit 730 000 bis 950 000 Brutpaaren.

## Nahrung
Die Nahrung besteht hauptsächlich aus Insekten, Insekteneiern und -larven. Im Herbst kommen Samen, Beeren und Nüsse dazu. Größere Beutetiere klemmt der Kleiber in einen Rindenspalt, hängt sich kopfunter darüber und meißelt mit dem kräftigen Schnabel passende Bissen ab. Ebenso klemmt er größere Nüsse und Eicheln in geeignete Baumspalten, um sie mit seinem kräftigen Schnabelhämmern zu knacken. Er legt Futtervorräte an. Kleiber treten auch in lockeren Gesellschaften mit Meisen auf und nehmen wie diese gern von Menschen ausgebrachtes Futter wie Getreide und trockene Früchte auf.

## Vogel des Jahres 2006
Wegen seiner Einzigartigkeit und der engen Bindung an Wälder mit alten Baumbeständen haben am 7. Oktober 2005 der Naturschutzbund Deutschland e. V. und BirdLife Österreich den Kleiber zum Vogel des Jahres 2006 in Deutschland und Österreich gekürt. Dies ist zugleich ein Plädoyer für den Schutz von Eichen- und Buchenwäldern.